# Мациевский, Бернард
Бернард Мациевский (пол. Bernard Maciejowski; 1548 — 19 января 1608, Краков) — католический епископ луцкий и краковский, архиепископ гнезненский и примас Польши в 1606—1608 годах. Папский легат (посол римского двора), двоюродный брат Ежи (Юрия) Мнишка. Один из инициаторов заключения Брестской церковной унии 1596 года.

## Биография
Представитель шляхетского рода герба «Циолек». Обучался в иезуитской коллегии в Вене. С 1570 года — надворный хорунжий коронный короля Сигизмунда II Августа.
В рядах войска Стефана Батория в 1579—1581 участвовал в русско-польской войне.
По совету Петра Скарги стал изучать богословие в Риме. Окончил курс теологии в 1582 году. В 1586 в Риме принял сан священника, в том же году стал каноником в Кракове.
За активную поддержку возведения на трон Сигизмунда III в 1587 году стал епископом луцким. Принимал непосредственное участие в подготовке Брестской унии.
В 1600 году — епископ краковский, в 1604 году папой римским Климентом VIII был назначен кардиналом, с 1606 года — архиепископом Гнезненским. Защитник иезуитского ордена в Польше. Реформатор польской церкви в соответствии с решениями и постулатами Тридентского собора. Деятель контрреформации в Речи Посполитой.
В 1602 году основал в Кракове Духовную семинарию, которая действует по настоящее время.
В ноябре 1605 года проводил обряд обручения Марины Мнишек с представителем Лжедмитрия I — дьяком Афанасием Власьевым, русским послом в Польше.
Был облечен особым доверием папы Павла V.
Похоронен в краковском Соборе святых Станислава и Вацлава на Вавеле.

## Библия Мациевского

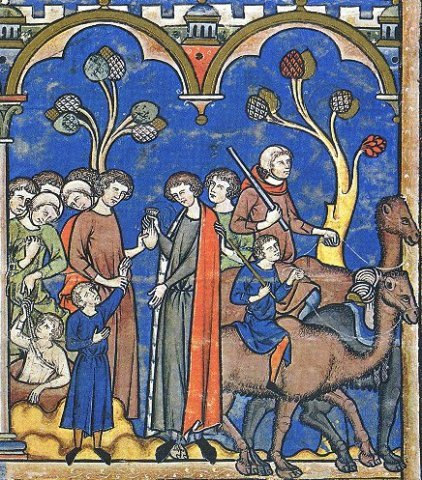
Одна из иллюстраций Библии кардинала Мациевского

Имя кардинала Мациевского вошло в историю также и в связи с Библией, названной его именем. Эта книга находилась в его собрании до 1608 года. Её также называют Библией Людовика IX или Библией Крестоносца. Это связано с тем, что рукопись была создана по заказу короля Франции Людовика IX Святого, который вошёл в историю как вдохновитель и руководитель двух крестовых походов — Седьмого и Восьмого. Создание книги относят к 1240—1250 годам.
Сейчас Библия Мациевского хранится в Нью-Йоркской Библиотеке Пирпонта Моргана (The Pierpont Morgan Library).